# کشاتریا
کشاتریا (به انگلیسی: Kshatriya) که به معنای نگهبان، حاکم یا فرمانده ترجمه می‌شود، یکی از چهار طبقه یا کاست مذکور در ریگ ودا است.
آنان محافظان جامعه هندو هستند، در زمانی که جنگی درمی‌گیرد به جنگ می‌روند و در زمانی که صلح برقرار است به اداره حکومت و قلمرو هندو می‌پردازند.

این واژه  با  واژه خشثریا هخامنشی بچم پادشاهی  همخانواده است 